# Эквадорская кухня

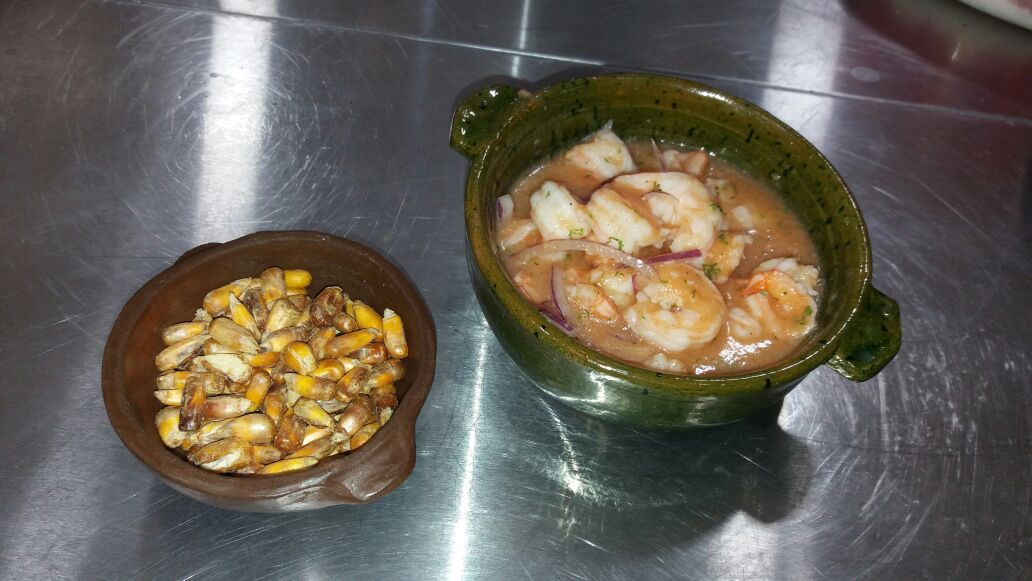
Эквадорское севиче, приготовленное из креветок и лимон, лука, помидоров и некоторых трав. В некоторых местах используются томатного соуса, горчица и апельсин, но они не входят в основной рецепт.

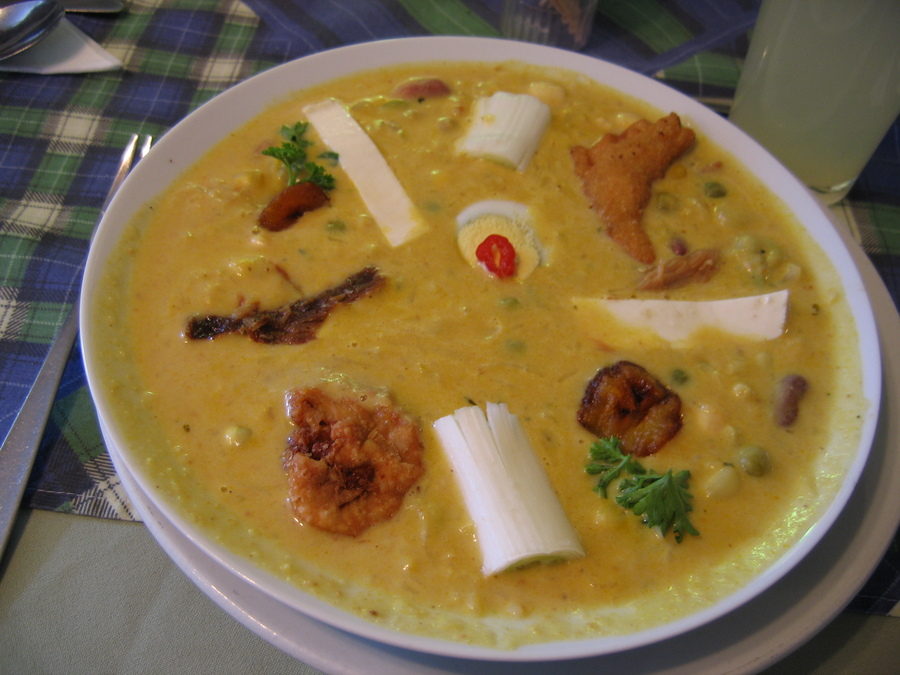
Фанеска, подаваемая в Кито, столице Эквадора. Традиционный суп Эквадора, приготовляемый во время Страстной седмицы.

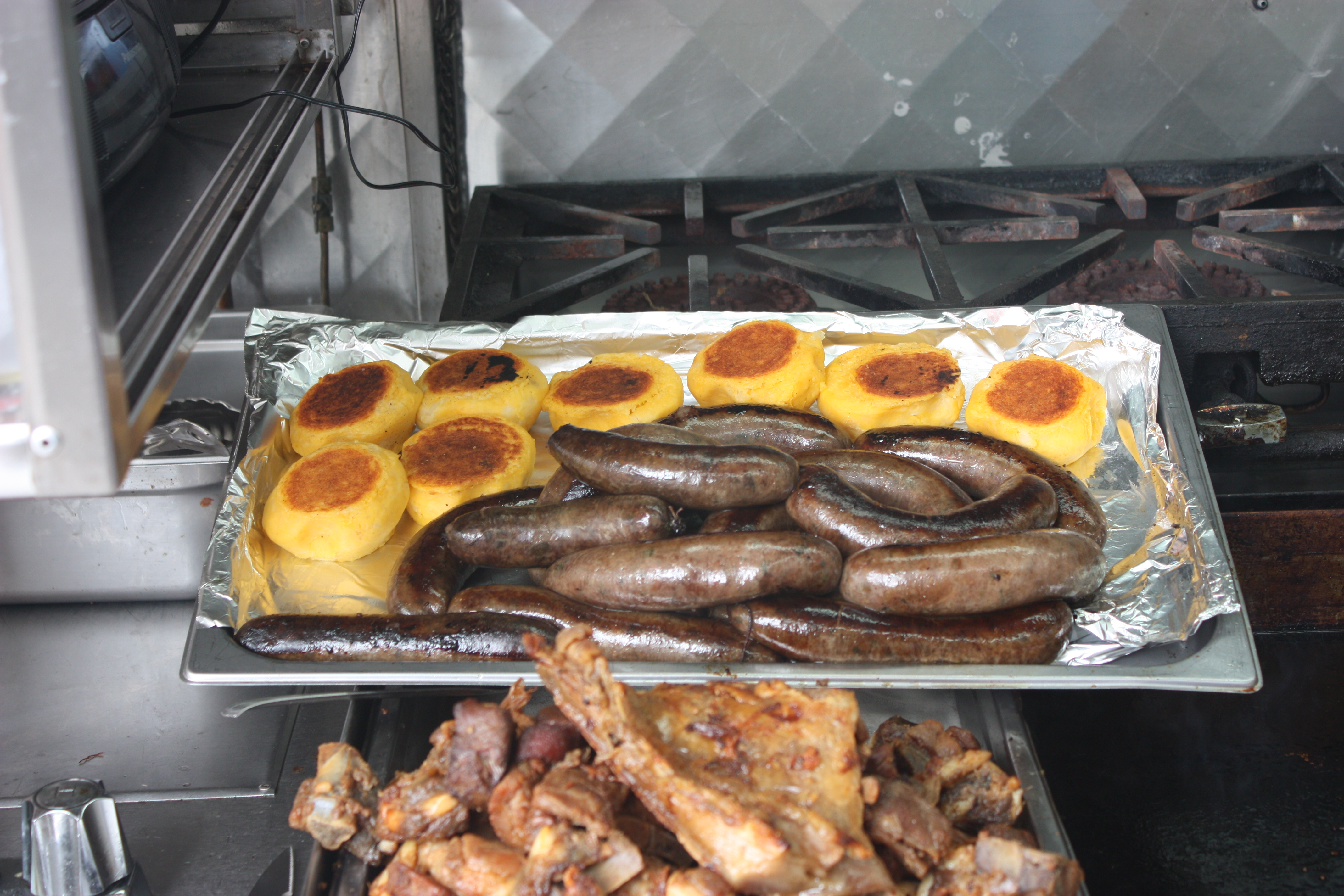
Лапингачос и чоризо

Эквадорская кухня (исп. Gastronomía de Ecuador) весьма разнообразна, что объясняется различной высотой над уровнем моря тех или иных регионов этой небольшой страны. Свинина, курятина, говядина и куй (мясо морской свинки) популярны в горных районах, мясо подаётся с богатыми углеводами продуктами, такими как рис, кукуруза и картофель. Распространённой уличной едой в горной местности является орнадо (запечённый целиком поросёнок, подаваемый с картофелем). Среди множества блюд эквадорской кухни можно выделить патаконес (незрелые плантаны, сначала обжаренные в масле, затем растёртые в пюре и снова обжаренные), лапингачос (картофельные пироги) и секо де чиво (рагу из козлятины). Великое множество свежих фруктов доступно, как правило, в низменных регионах страны: гранадилла, маракуйя, наранхилла, несколько видов бананов, физалис, тахо и тамарилло.

## Региональные различия
Различные продукты являются традиционными для разных регионов Эквадора. К примеру, костеньос (жители побережья) употребляют в пищу главным образом рыбу, бобы и плантаны, в то время как для серранос (горные жители) основными продуктами служат мясо, картофель, рис и белая мамалыга. Среди блюд, характерных для районов побережья, выделяются севиче, приготовляемое различными способами, но в основном состоящее из морепродуктов (рыбы, креветок и т. д.), маринованных в соке лайма, а также хлеба из маниока, плантаны с дроблёным арахисом и энсебольядо, наиболее популярное блюдо на побережье, состоящее из маринада с большими кусками рыбы, репчатым луком и различными местными специями. В провинции Эсмеральдас большинство традиционных блюд готовится с кокосом.
Морепродукты очень популярны на побережье, где рыба, креветки, крабы, моллюски и т. д. составляют основу пищевого рациона. Плантаны и арахис — основа многих прибрежных блюд, которые обычно подают в два этапа. На первое — Caldo (суп), который может быть Aguado (жидкий суп, как правило, с мясом) или кальдо де лече, крем-овощной суп. Второе блюдо может включать рис, мясо, или рыбу с menestra (тушёное мясо с чечевицей), салат или овощи. Patacones (жареные зелёные бананы с сыром) являются популярными гарнирами в прибрежной кухне. Наиболее популярные блюда в прибрежном районе: севиче, Пан-де-almidón, corviche, guatita, Papas против Cuero, encebollado, и блинчики с мясом; в горном регионе: Hornado, fritada, humitas, тамале, лапингачос, lomo saltado и Churrasco.
Для жителей горных районов Эквадора характерно употребление в пищу «куя» (морских свинок).
Еда несколько отличается в южных горных районах, с типичным набором продуктов, таких как repe, суп, приготовленный с зелёными бананами; чечина (жареная свинина); миэль или quesillo, в качестве десерта. В тропических лесах, диетическое питания является Юка, в другом месте называется маниока. Крахмалистые коренья очищают и варят, жарят, или используют в различных других блюдах. Он также используется в качестве хлеба, и распространилась по всей стране, особенно, в Кито, где компания продает родного Пан-де-Yuca в новом смысле; различные виды продаются с замороженным йогуртом. Многие фрукты доступны в этом регионе, в том числе бананы, древовидные винограда и персика ладони.

## Традиционная еда
Эквадорская кухня традиционно состоит из двух блюд, суп, а также рисовое блюдо. По большей части, Эквадор известен не только своими бананами и блюдами, приготовленными из них, но и употреблением продуктов, содержащих крахмал, таких как картофель, хлеб, рис и юка. Традиционно любой из этих продуктов можно найти в супе, который может быть подан с рисом. В большинстве регионов в Эквадоре традиционные блюда имеют 3 уровня: сопа (суп) и сегундо (второе блюдо), которое включает рис и белок, такие как говядина, мясо птицы, свинина, или рыба. Десерт и кофе являются традиционными. Ужин, как правило, легче, а иногда и просто кофе или Агуа-де-ремедио (травяной чай, «лекарственная вода») с хлебом.

## Напитки
Агуардиенте (переводится как огненная вода и производимая из сахарного тростника), наиболее популярный алкогольный напиток среди населения Эквадора. Канеласо — распространённый горячий напиток на основе агуардиенте. Питьёвой йогурт с различными фруктовыми вкусами также популярен и часто употребляется с пан де юка (белый хлеб с сырной начинкой и подаваемый тёплым).

## Католическое влияние
Во время Великого поста и Страстной седмицы традиционно во всём Эквадоре к столу подаётся фанеска (рыбный суп с различными видами фасоли, чечевицы и кукурузы). За неделю до Дня поминовения усопших готовятся фруктовый напиток колада морада и гуагуас де пан, выпекаемые из теста детские фигурки.